# Thomas McEllistrim senior
Thomas McEllistrim senior (irisch Tomás Mac Alastruim; * 14. Oktober 1894 in Listowel, County Kerry; † 4. Dezember 1973 in Tralee, County Kerry, Irland) war ein irischer Politiker der Fianna Fáil und gehörte als Teachta Dála (Abgeordneter) von 1923 bis 1969 dem Dáil Éireann, dem Unterhaus des irischen Parlaments (Oireachtas), an.

## Biografie
McEllistrim war als Landwirt in Kerry tätig. Aber schon im Alter von 20 Jahren schloss er sich den Irish Volunteers an. Er war Teil eines Kommandos von Roger Casement, das Waffen für den Osteraufstand über See ins Land holen wollte. Der Versuch musste abgebrochen werden. Wegen seiner Beteiligung wurde er von den Briten im Frongoch-Gefängnis in Wales interniert. Nach der Entlassung setzte er den Kampf fort. Er führte im April 1918 einen bewaffneten Überfall auf eine Kaserne der Royal Irish Constabulary in Gortatlea aus. Er schloss sich der IRA an. Während des Irischen Unabhängigkeitskrieges bildete er die Kerry Brigade, die in einer Guerilla-Taktik Hinterhalte in Clonbanin und Headford für die britischen Truppen legte. Nachdem der Anführer der Kerry Brigade, Dan Allman, getötet wurde, erhielt McEllistrim das Kommando.
McEllistrim lehnte den Anglo-Irischen Vertrag ab und kämpfte von 1922 bis 1923 im Irischen Bürgerkrieg auf der Seite der IRA gegen die Regierung in Dublin. Er befehligte eine Einheit im Kampf um Limerick (Schlacht von Killmalock). Im Januar 1923 griff er mit einem improvisierten Mörser die Kaserne der Irischen Streitkräfte in Castlemaine an.
Im August 2023 wurde er in den 4. Dáil für den Wahlkreis Kerry gewählt. 1926 trat er der Fianna Fáil bei. Er wurde bei den beiden Wahlen 1927, den Wahlen 1932 und 1933 wiedergewählt. Zu den Wahlen 1937 wurden die Wahlkreise neu zugeschnitten. McEllistrim kandidierte nun für den Wahlkreis Kerry North. Auch bei den Wahlen 1938, 1943, 1944, 1948, 1951, Wahlen 1954, 1957, 1961 und zuletzt bei den Wahlen 1965.